# Gironde
Gironde (IPA: [ʒiˈʁɔ̃d]) francia megye (département) Új-Aquitania régióban. Nevét a Gironde-ról kapta. Székhelye Bordeaux.

## Természetföldrajz

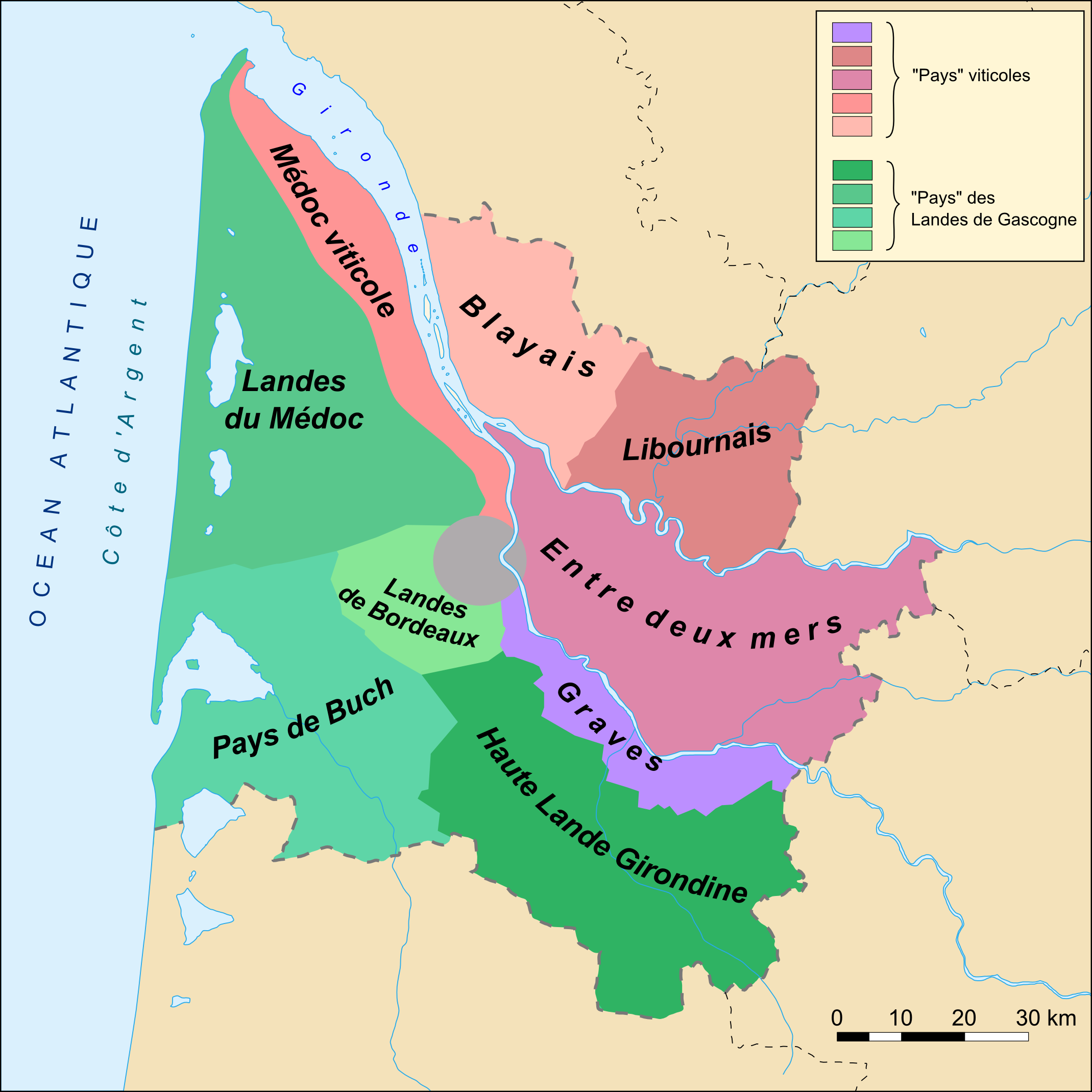
Gironde

## Története
A francia forradalom 1790. március 4-ei törvénye alapján jött létre.
3 különböző történelmi részből tevődik össze a megye:
- Bordeaux és környéke
- Gascogne
- La Guyenne girondine

### Nyelvek
Gironde hagyományos nyelve az occitan, melyet három különböző dialektusban beszélnek.

## Közigazgatás

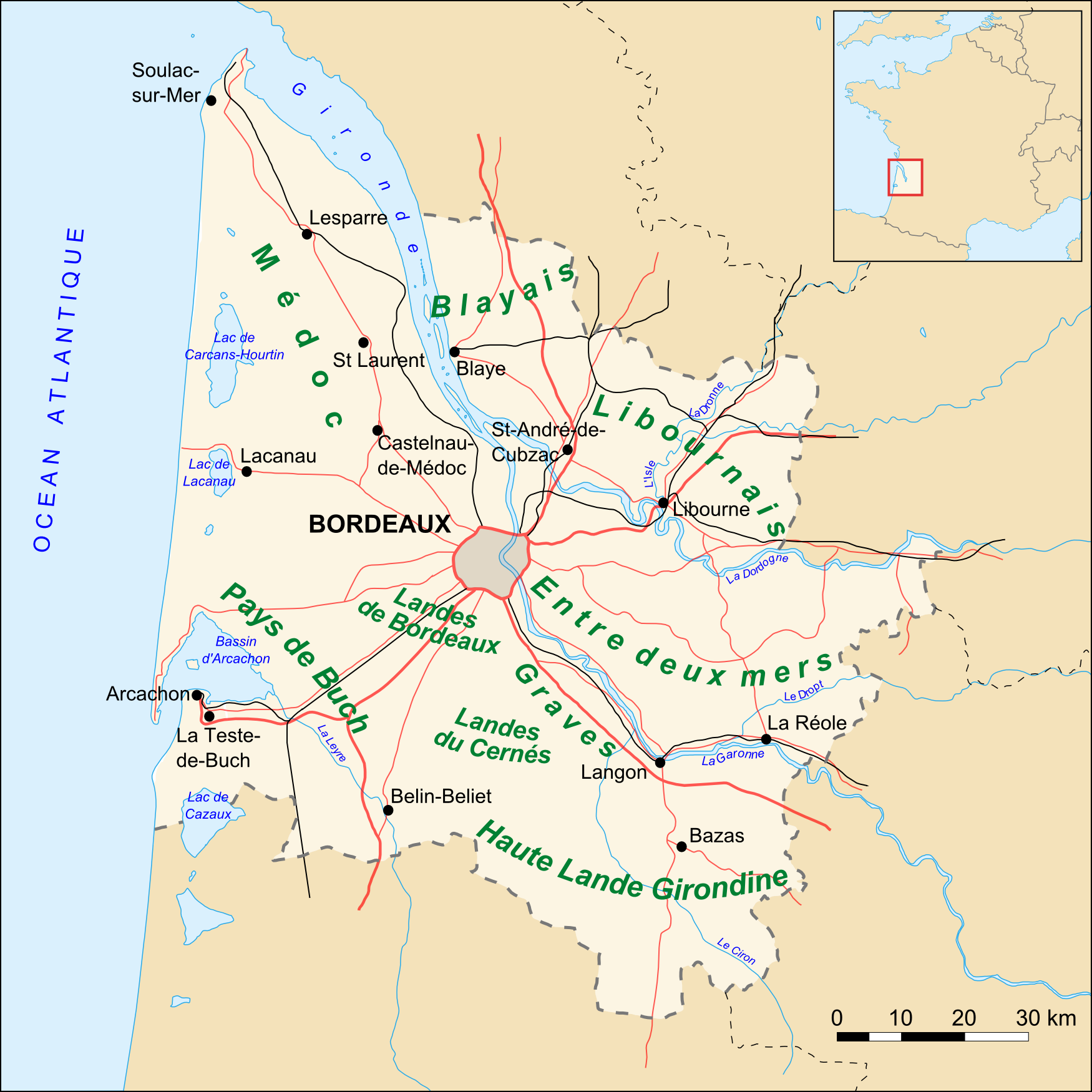
Gironde megye

- Gironde megye községei
- Gironde kantonjai
- Gironde megye településtársulásai